# 巴特勒湖 (佛羅里達州橙縣)
巴特勒湖（英語：Lake Butler）是位於美國佛羅里達州橙縣的一個人口普查指定地區。

## 地理
巴特勒湖的座標為28°29′11″N 81°33′15″W / 28.48639°N 81.55417°W，而該地最高點為海拔高度30米（即98英尺）。

## 人口
根據2010年美國人口普查的數據，巴特勒湖的面積為51.60平方千米，當中陸地面積為31.60平方千米，而水域面積為20.00平方千米。當地共有人口15400人，而人口密度為每平方千米298人。